# Richard Whitcomb
Richard Whitcomb, född 21 februari 1921 i Evanston i Illinois i USA, död 13 oktober 2009 i Newport News i Virginia, var en amerikansk flygingenjör som bland annat är känd för att ha gett upphov till Whitcombs ytregel.

## Biografi
Whitcombs far, som hade varit en ballongpilot under första världskriget, var maskiningenjör och hade specialiserat sig på rotationsdynamik. År 1932 flyttade familjen till Worcester, Massachusetts när hans far anställdes vid Norton Company.
Som barn fascinerades Whitcomb av flygplan, som han byggde modeller av och flög med i tävlingar, alltid med en strävan efter att förbättra deras prestanda. Han tog examen från Worcester Polytechnic Institute 1943 med en BS i flygteknik. Han anställdes vid Langley Research Center som drevs av National Advisory Committee for Aeronautics (NACA) och senare dess efterträdare, NASA.

## Karriär

### Arearegeln
Efter andra världskriget började NACA-forskningen fokusera på nästan soniskt och lågsupersoniskt luftflöde. Efter att ha övervägt den plötsliga dragökningen som en kombination av vingkroppen upplever någonstans runt 800 km/h, drog Whitcomb slutsatsen att "störningarna och chockvågorna helt enkelt är en funktion av tvärsnittsareans längsgående variation" - det vill säga, effekten av vingarna kan visas likvärdig med en flygkropp med ett slags mellangärdesutbuktning vars främre område var detsamma som vingarnas. Eftersom vingarna inte kunde avvaras i det aktuella fallet, skulle alternativet till att ta bort "utbuktningen" vara att minska flygkroppens tvärsnitt nära vingarna. Detta blev känt som arearegeln, vilken möjliggjorde en betydande minskning av den motkraft som påverkat flygplan nära ljudhastigheten. Dess inverkan på flygplanets konstruktion var omedelbar. Prototypen Convair YF-102, till exempel, befanns inte kunna överstiga ljudhastigheten vid planflygning, vilket åtgärdades genom att omforma flygkroppen. För denna insikt vann Whitcomb Collier Trophy 1954.
År 1958 utnämndes Whitcomb till chef för Langleys gren för överljudsaerodynamik, och började arbeta med en möjlig SST-konstruktion. Han byggde föreslagna modeller, men 1962 övergav han projektet på grund av det besvärliga motkraftsproblemet. Han gick vidare för annan forskning och återvände till frågan om överljudskrafter, särskilt på vingar.

### Superkritisk vingprofil
För att uppnå reducerat motstånd i överljudsfasen insåg Whitcomb att vingens tryckfördelning måste modifieras för att fördröja och försvaga den chockvåg som skapats på den övre ytan där höghastighetsflödet bromsades till subsoniskt. Med användning av intuition snarare än matematik, byggde han en två-fots vingsektion och testade den upprepade gånger i Langley höghastighetsvindtunnel, justerad med kitt och med fil och sandpapper tills en form för de önskade flödena uppnåddes.
Även om en flygvinge med lågt motstånd sålunda producerades, noterade Whitcombs överordnade att inte alla flygplanstillverkare kunde förväntas använda fil och sandpapper för att utforma de former som behövs. Därför undertecknade NASA ett kontrakt med Courant Institute vid New York University, vars matematiker Paul Garabedian och aerodynamiker Anthony Jameson arbetade med Whitcomb för att utveckla en praktisk beräkningsmetod för att utforma superkritiska flygplan - de som var mest effektiva i det transoniska området. Med hjälp av denna metod tillverkades superkritiska vingar och verifierades på fullskaliga flygplan, en Vought F-8 Crusader (1971) och en General Dynamics F-111 Aardvark (1973) vid NASA Flight Research Center i Kalifornien. För hans bidrag tilldelade NASA Whitcomb ett pris på 25 000 dollar och han fick Wright Brothers Memorial Trophy 1974 från National Aeronautic Association.
Den speciella flygvingen blev oväntat också till användning i civil luftfart där dess ganska trubbiga framkant gjorde att den kunde generera höga lyftkoefficienter innan den stallade, och Whitcomb visade en låghastighetsflygning som han kallade GA (W) –1, som nu används rutinmässigt i lätta flygplan och segelflygplan.

## Senare i livet
Efter sin banbrytande forskning om transoniskt luftflöde verkade Whitcomb flera år inom ett helt annat område - den möjliga utvinning av användbar energi från miljön genom att utnyttja möjliga vägar inom kvantfysiken. Dessa undersökningar gav emellertid inget resultat och 1980 meddelade han plötsligt sitt beslut att gå i pension från Langley. Whitcomb fortsatte att arbeta som konsult för flygindustrin när han blev ombedd. Han fortsatte att bo i ett hyreshus i Hampton, Virginia, hans bostad sedan 1943. Han hade aldrig gifte sig, men i 25 år var han nära vän med en NASA-matematiker, Barbara Durling.

## Priser och utmärkelser
- Collier Trophy av the National Aeronautic Association (1954)
- USAF Exceptional Service Medal (1955)
- NASA Distinguished Service Medal (1956)
- ASA Exceptional Scientific Service Medal (1959)
- National Medal of Science in engineering (1973)
- Wright Brothers Memorial Trophy av the National Aeronautic Association (1974)
- Member National Academy of Engineering (1976)
- Howard N. Potts Medal (1979)
- International Air & Space Hall of Fame inductee (1998).[7]
- NAS Award in Aeronautical Engineering from the National Academy of Sciences. (2000)[8]
- National Inventors Hall of Fame (2003)